# الحسيدية (الهالشا)
في اليهودية والهالاخا، الحسيدية هو الشخص الذي يفعل أعمالًا صالحة ليست إلزامية وفقًا للهالاخا ، ولكن قبل خط القانون وفقًا لروح الهالاخا. وكذلك من يراعي القيود الهالاخية المخصصة فقط للأفراد الذين يتمتعون بفضيلة العزوبة والقداسة. يُشار إلى أولئك الذين يمارسون هذه الطريقة باستمرار في الهالاخا على أنهم "أتباع وأهل عمل". لا تتطلب الهالاخا من الجميع أن يتصرفوا بهذه الطريقة، بل فقط من الأفراد ذوي الفضيلة.

## مصدر
وأصل لفظ "الحسيد" من كلام  المشناة  في عدة مواضع. على سبيل المثال في مسقط برشوتيقول الميشنا]]:
ام : ”التقليد الحسيدي هو أن الشخص الحسيدي لن يشهد في وصية ينتقل فيها الميراث من الوريث، حتى من الابن الذي لا يمارس الكوش
أي أن السلف كانوا يقضون ساعة قبل الصلاة المقبولة للاستعداد لها. على سبيل المثال، الانخراط في التأمل في عظمة الله. هذه الممارسة مذكورة أيضًا في شولشان أروش  . وفي رسالة الآباء أيضًا، التي تتناول مسائل الأخلاق الحميدة والقيادة، ورد مفهوم التابع عدة مرات، باعتباره من يمارس الأخلاق الحميدة. 
لاحقًا، في العصور الوسطى ، تم استخدام مصطلح "حاشد" في أفكار وأسلوب حياة حركة روحية في اليهودية الأشكناز تسمى " الحسيدية الأشكناز "، وكذلك حركة روحية في مصر بقيادة أحفاد رمبام، والتي كانت يُطلق عليه " حسيديم مصر ".
منذ القرن الثامن عشر وحتى اليوم، تم استخدام مصطلح الحاسيد من قبل الحركة الحسيدية التي أسسها بعل شيم طوف ، بمعنى مختلف، وهو ما يناشد كل يهودي أن يعبد هاشم في كل شيء وأي شيء يفعله برغبة وحماس وفرح .

## درجة الحسيدية
يتم تعريف هذه الأفعال، التي يقوم بها شخص يتصرف كالحسيدية، على أنها درجة من الحسيدية ، على سبيل المثال:

### الأعمال الإيجابية التي تتم على درجة من التقوى
- وهناك جرائم لا يشترط القانون فيها قتل شخص حتى لا يرتكب الجريمة. هناك آراء مفادها أن درجة الحسيدية يجب أن تُقتل حتى من أجل عدم ارتكاب هذه الجرائم. [4]
- عندما يصدر القاضي حكما شرعيا في قانون التوراة وتبين أنه أخطأ في الحكم، مما أدى إلى الإضرار بأحد الطرفين، يجب عليه أن يدفع من جيبه الخاص للطرف الذي تسبب في الضرر، وهذا إذا إنه خطأ في الحكم (وليس من خلال نسيان الشريعة اليهودية). أما إذا كان أصحاب الحقوق قد أخذوا على عاتقهم الامتثال لما يحكم به القاضي - على سبيل الصلح - ولو حصل وفق شريعة التوراة، فلا يجب عليه الدفع. هناك رأي مفاده أنه حتى في ذلك الوقت فإن أحد تدابير الحسيدية هو دفع الضرر من جيبك الخاص. [5]
- ومن نص التوراة أن تقف أمام العالم كما هو مكتوب في التوراة ”מפני שיבה תקום” . وانقسم الكتبة حول ما هو حكم زوجة العالم (بعد ما جاء في التلمود أن الراهب نحمان سيقف أمام زوجة الرافع هنا بعد وفاته). وهناك رأي بوجوب الوقوف أمامه من التوراة، [6] وهناك رأي آخر بأنه تأكيد من كلام الحكماء، [7] وهناك رأي بأنه درجة من الحسيدية. [8]
- إن الشخص الشرير الذي يرتكب جرائم بدافع الشهوة (على عكس الشخص الشرير بسبب الغضب ) ليس عليه التزام في التوراة بأن تعطيه صدقة لتخليصه وإحيائه؛ لكن درجة الحسيدية هي إحياءه حتى في مثل هذه الحالة. [9] وبطريقة مماثلة، حكم رمبر إلى أخيه الحكيم الذي يمارس الكوشر.

### الأفعال السلبية التي تنفيها درجة التقوى
- على الرغم من الإشارة الملكية إلى العبد الكنعاني الذي يسمح للسيد بقتل العبد، إلا أن هذه شريعة نظرية رفضها الحكماء ، موضحًا "درجة الحسيدية وطرق الحكمة". وفيما يلي كلمات رمبام :

وكان الحكماء الأوائل يعطون العبد من كل طبق وطبق يأكلونه، ومن الأول طعام الحيوانات والعبيد لوليمتهم. ففي النهاية يقول: "كعيون العبيد إلى يد سيدهم، كعيني الأمة إلى يد سيدتها".
ولن يهينوه لا باليد ولا بالكلام. إلى عبودية الرسالة المكتوبة، لا الملبسة. ولن يكثر عليه الصراخ والغضب، بل سيتحدث معه بهدوء، ويستمع إلى ادعاءاته.
- الشريعة هي أنه يحرم على اليهودي أن يذهب إلى حفل زفاف ينظمه غير يهودي لابنه، كما جاء في التلمود: ”تقول تانيا الحاخام إسماعيل إسرائيل أن عابدي النجوم خارج الأرض في طهارة هم مثل عابد النجم الذي صنع وليمة لابنه ودعا جميع اليهود في مدينته ليأكلوا طعامهم ويشربوا طعامهم وشمسهم تقف أمامهم مذبحه” أي "ودعاكم" - إذا دعي شخص إلى وليمة أممية "فأكلت مذبحه" يعتبر كأنه أكل مذبحا. تم التضحية به للعمل الأجنبي إذا ذهب شخص لزيارة غير يهودي بعد مرور عشرة أشهر على زفاف ابنه (متى يجوز وفقًا للهالاخا الذهاب - لأنه مضى وقت طويل على الزفاف، والأممي لا يفعل ذلك) لا يربط الزيارة اليهودية بفرحة العرس)، ومع ذلك سمع غير اليهود يعترفون ويثنون على العمل الأجنبي، فدرجة الحسيدية هي عدم الاستمتاع بالطعام، الذي يعتبر إلى حد ما اقتراب العمل الأجنبي [10] .
- يحرم ملء الفم بالباليه [11] حتى لا يؤدي إلى الدوار وبالتالي يعد انتهاكًا بالنسبة للعديد من المعلقين، وهو مقياس للحسيدية، والامتناع التام عن الضحك وحتى أثناء الضحك فرحة بلوغ [12]
- وبحسب الرمشال في طريق البر ، فإن كل درجات العزوبة والأفعال المستمدة منها، هي بداية درجة الحسيدية، وتشكل جانبها الآخر المحرم في الشرع [13] .

## وزن الحسيدية
توجه العديد من المقالات في Sage انتباه الحسيدية إلى ملاحظة أن حسيديته لا تضر بالتزاماته، لأن الالتزام له الأسبقية على السلطة. وفي أقصى أشكال الافتقار إلى هذه الملاحظة، يطلق الحكماء على الحسيدية لقب " أحمق ". تابع ".
أطلق الرامشال على هذه الظاهرة اسم "ثقل الحسيدية"، مما يعني أن الحسيد مكلف باستمرار بفحص طرقه وموازنة فوائد أفعاله مقابل ما قد يضر بأشياء أخرى. في بعض الأحيان، يتعين على الحسيد أن يأخذ في الاعتبار محيطه عندما يمارس عادة قد تبدو غريبة أو مضحكة، وبالتالي يمكن أن تجعل الآخرين يضحكون عليه ويرتكبون خطيئة، أو قد يتم تحريف الاسم . بالإضافة إلى ذلك، عندما يتعلق الأمر بالحسيدية، يجب أيضًا أخذ العواقب بعيدة المدى في الاعتبار، خاصة عندما يتعلق الأمر بالقيادة العامة مثل جدليا بن أخيقام وزكريا بن أبكولس . 
وبحسب الرمشال، لتحقيق النجاح في هذا الأمر، هناك حاجة إلى ثلاثة عناصر:
1. نية خالصة في سبيل الله.
2. المراقبة والدراسة الدائمة لأفعاله وعواقبها.
3. الثقة بالله الذي سينجح طريقه ولن يسبب له أي مكروه.

## شخصيات بارزة لاحظت أنها تمتلك فضيلة الحسيدية
بالفعل آدم الأول كان يسمى من قبل الحكماء باسم حسيد.
في التلمود، تم ذكر بعض الحكماء على أنهم "أتباع":
على سبيل المثال، يذكر التلمود عددًا من الأفعال التي تبدأ بعبارة "العمل مع تابع واحد". وفي مكان آخر قالوا في التلمود أن الإشارة دائما إلى أحدهما إما الحاخام يهودا بن بابا أو الحاخام يهودا باربي إيلاي .  الحاخام يوحنان بن زاخاي أطلق على تلميذه الحاخام يوسي هكوهين ذلك.  وقد ورد ذكر عدد من الأموريين في التلمود في إضافات 'حسيدا' (= حسيد) بالاسم، مثل الحاخام عمرام حسيدا والحاخام شمعون حسيدا وغيرهما، على ما يبدو لأنهم كانوا معروفين بالممارسات الحسيدية.
تم تعريف بعض التنعيم والعموريم من قبل الراشونيم على أنهم "حاشد"، على سبيل المثال، تم تعريف الحاخام يوشانان بن جودجادا من قبل الأرشي تنعيم والعموريم بأنه "تابع عظيم"،  وأبا بار أبا (والد صموئيل ) ) يُعرّفه راشي بأنه  تابع عظيم".
وفي القرنين الثاني عشر والثالث عشر ، كانت توجد بين اليهود الأشكناز دائرة دينية تسمى " الأشكناز الحسيديم " بقيادة الحاخام شموئيل الحسيدي وابنه الحاخام يهودا الحسيدي مؤلف سفر الحسيديم . وفي الوقت نفسه، كانت هناك دائرة أخرى من الصوفيين المنشقين في مصر ، بقيادة أحفاد رمبام ، وقد تأثروا بالتقاليد الصوفية ، التي جمعوها مع التقاليد الفلسفية اليهودية التي ورثوها عن رمبام وأطلقوا على أنفسهم اسم "التلاميذ".
كان الجاون من فيلنا معروفًا أيضًا باسم "العبقري المتدين". ورد في كتاب زوهر لقب "حصيدة كاديشا" (من الآرامية : حسيد المقدس) عدة مرات، ومنه اتخذ لقب تمجيد لكثير من الحكماء، خاصة بين يهود البلاد الإسلامية ، منهم: الحاخام حاييم فيتال ، الحاخام حاييم بن عطار  والرمشال .

## أنظر أيضا
- العزوبة (اليهودية)
- الصوم الكبير
- صلاة فيتكين
- قرار لا يستطيع الجمهور الالتزام به
- تابع غبي